# Tipula (Vestiplex) kozlovi
Tipula (Vestiplex) kozlovi is een tweevleugelige uit de familie langpootmuggen (Tipulidae). De soort komt voor in het Palearctisch gebied.